# Jonah Hill

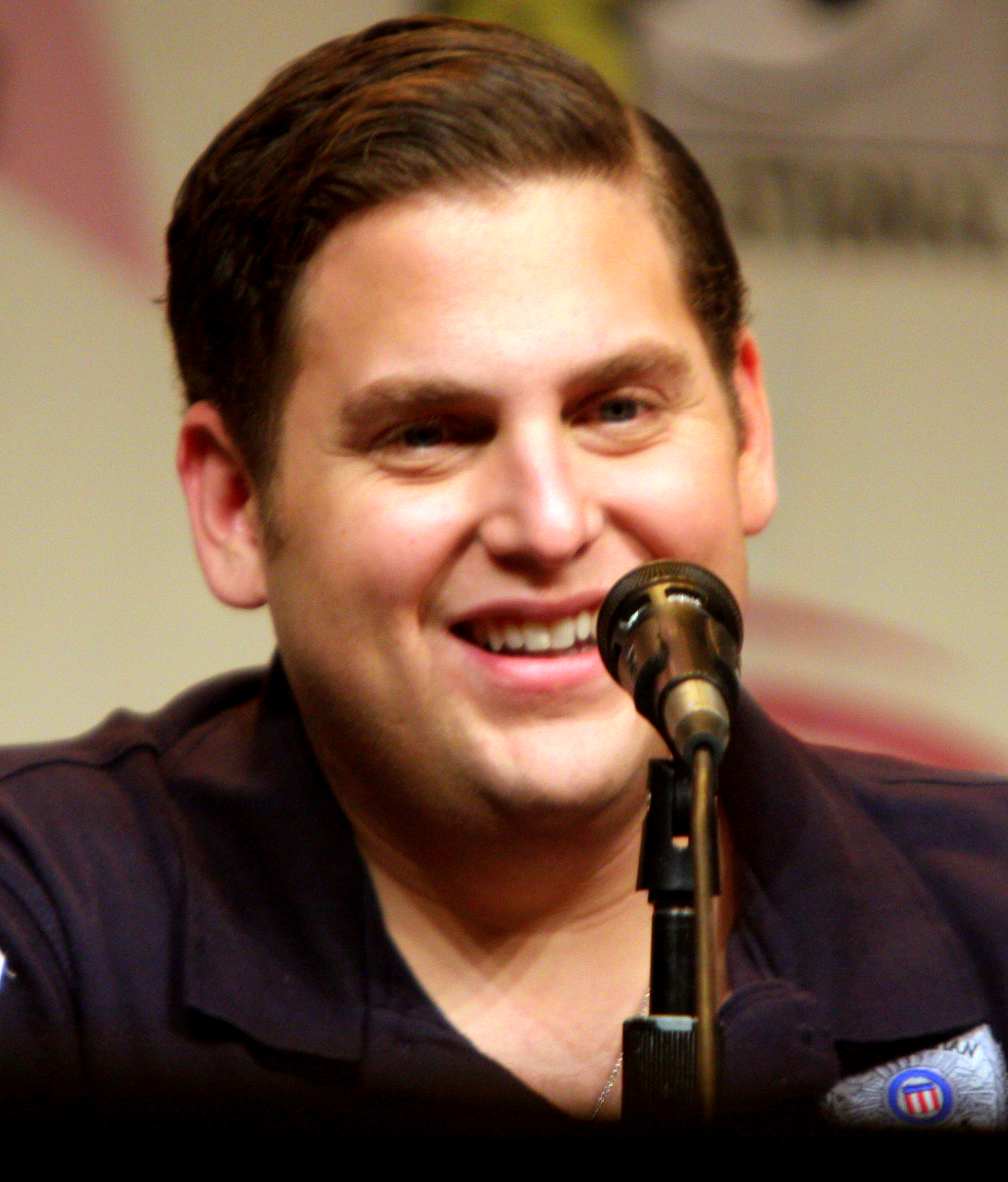

Jonah Hill Feldstein, cunoscut ca Jonah Hill (n. 20 decembrie 1983), este un actor, producător, scenarist, comediant și actor de voce american. A fost nominalizat de două ori la Premiile Oscar, pentru interpretările din filmele Moneyball: Arta de a învinge (2011) și Lupul de pe Wall Street (2013). El este, de asemenea, cunoscut pentru rolurile sale din Superbad (2007), Knocked Up (2007), Funny People (2009), Get Him to the Greek (2010), 21 Jump Street (2012), și A venit sfârșitu'! (2013), precum și pentru rolul său de voce în How to Train Your Dragon (2010).

## Filmografie selectivă
- 2005 Virgin la 40 de ani (The 40-Year-Old Virgin), regia Judd Apatow
- 2007 Evan Atotputernicul (Evan Almighty), regia Tom Shadyac
- 2007 Walk Hard: The Dewey Cox Story, regia Jake Kasdan
- 2009 O noapte la muzeu 2 (Night at the Museum: Battle of the Smithsonian), regia Shawn Levy
- 2011 Moneyball: Arta de a învinge (Moneyball), regia Bennett Miller
- 2012 Extra' pază-n cartier
- 2013 A venit sfârșitu'! (This Is the End), regia Seth Rogen
- 2013 Lupul de pe Wall Street (The Wolf of Wall Street), regia Martin Scorsese
- 2018 Don't Worry, He Won't Get Far on Foot, regia Gus Van Sant
- 2019 The Beach Bum, regia Harmony Korine
- 2021 Nu priviți în sus (Don't Look Up), regia Adam McKay

## Legături externe
Materiale media legate de Jonah Hill la Wikimedia Commons
- Jonah Hill la Internet Movie Database
- Jonah Hill at Rotten Tomatoes
- Jonah Hill pe Twitter